# ياكوفليف ياك-50 (1949)
ياكوفليف ياك-50  (بالإنجليزية: Yakovlev Yak-50)‏ هي طائرة اعتراضية من صناعة ياكوفليف. كان أول طيران لها في 15 يوليو 1949.